# Hidvéghi Balázs
Hidvéghi Balázs (Budapest, 1970. november 28. –) magyar politikus, országgyűlési képviselő, a Miniszterelnöki Kabinetiroda parlamenti államtitkára, miniszterhelyettes
Politikai életút
1989 óta tagja a Fidesznek. A ’90-es években a párt külügyi csoportjában tevékenykedett. 2004-től az Európai Parlament Magyar Néppárti Képviselőcsoportjának titkára, politikai tanácsadója volt. A 2010-es Fidesz-győzelmet követően 2010–2012 között a Nemzetgazdasági Minisztérium külgazdaságért, európai uniós ügyekért és nemzetközi kapcsolatokért felelős helyettes államtitkára, 2011–12-ben a magyarországi OECD Nemzeti Tanács elnöke is egyben. 2012 novemberétől a Fidesz határon túli magyarokért felelős vezetője, a kampánycsapat tagja. 2013–14-ben országgyűlési képviselő. Ez idő alatt az Országgyűlés Nemzeti Összetartozás Bizottságának alelnöke és a Külügyi Bizottság tagja. 2014–2016 között a Magyar Nemzeti Bank elnöki tanácsadója, majd szóvivője. 2016–2019 között a Fidesz kommunikációs igazgatója. 2019-ben európai parlamenti képviselővé választják. 2019-2024 között EP képviselőként tagja az Állampolgári Jogi, Bel- és Igazságügyi Bizottságnak (LIBE), valamint az Agrár- és Külügyi Bizottságnak is. Az Európai Parlamentben ötéves mandátuma alatt számos éles vitában képviselte és védte a magyar álláspontot és rendszeresen nyilatkozott a magyar és a nemzetközi médiának. 2024 őszétől újra a Magyar Országgyűlés képviselője, illetve a Miniszterelnöki Kabinetiroda parlamenti államtitkára, miniszterhelyettes.
Egyéb tevékenysége
1994–1996 között az ELTE Radnóti Miklós Gyakorlóiskola középiskolai tanára. 1994–2004 között előbb a magyar Civitas Egyesület, majd a franciaországi székhelyű Civitas International nemzetközi civil szervezet, később az Európa Tanács munkatársa volt.
Tanulmányai
1989-ben érettségizett a budapesti Petőfi Sándor Gimnáziumban, majd 1995-ben magyar és angol szakon szerzett diplomát az Eötvös Loránd Tudományegyetem Bölcsészettudományi Karán. 1991-ben a Leedsi Egyetemen nemzetközi tanulmányok szakon oklevelet, 2005-ben a strasbourgi Robert Schuman egyetemen DEA mesterképzés szakon szerzett diplomát. 2015–2017 között a Pécsi Tudományegyetem geopolitika szakos PhD-hallgatója volt.
Nyelvismerete
Angol és francia nyelvből felsőfokú, olaszból alapfokú nyelvtudással bír.
Családja
Budapesti értelmiségi családba született, szülei mérnökök. Nős, felesége jogász, a Pázmány Péter Katolikus Egyetem tudományos munkatársa. Négy gyermekükkel a fővárosban élnek.